# Sucrerie British Cemetery
Le  Sucrerie British Cemetery   est un cimetière militaire britannique de la Première Guerre mondiale, situé sur le territoire de la commune de  Graincourt-lès-Havrincourt, dans le département du Pas-de-Calais, à l'est d'Arras.

## Localisation
Ce cimetière est situé en pleine campagne, à 1,5 km au nord du village. A partir  la D 15E3, il est accessible en empruntant un sentier gazonné sur environ 300 mètres.

## Histoire
|  |  |

Le village de Graincourt-lès-Havrincourt est occupé par les troupes allemandes dès fin août 1914.

Début septembre 1918, les troupes du Commonwhealt franchissent la Ligne Hindenburg et arrivent près de Graincourt fin septembre. Ce site fut pris par les troupes britanniques le 27 septembre 1918 après de violents combats . Les 57 soldats britanniques tués lors de cette attaque furent enterrés sur le champ de bataille
.

## Caractéristiques
Cet étroit cimetière a un plan rectangulaire de 20 m sur 6 avec un arrondi où est implanté la Croix du Sacrifice. Il est  entièrement clos d'un muret de moellons.

## Sépultures
| Pays        | Sépultures |
| ----------- | ---------- |
| Royaume-Uni | 57         |

## Galerie

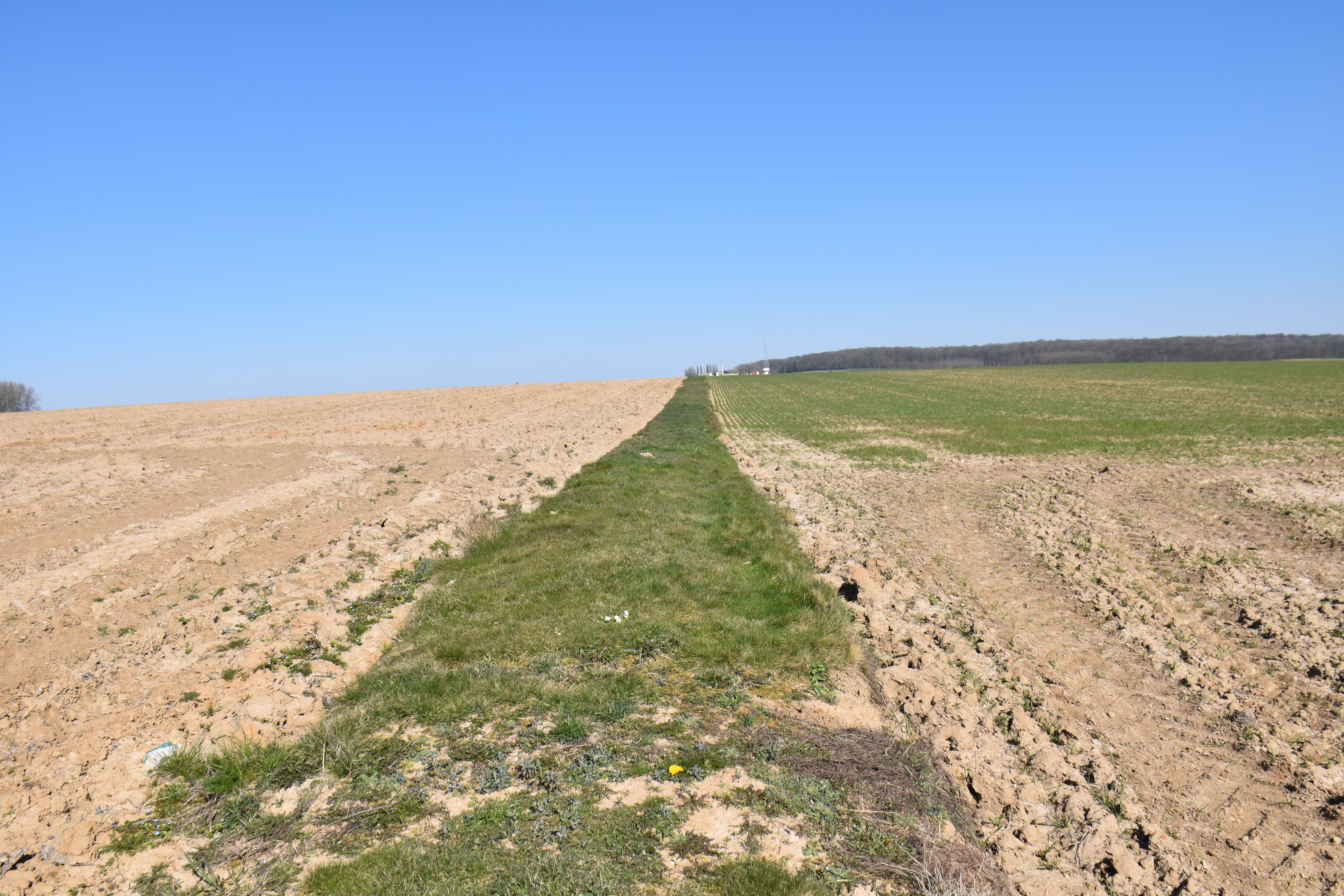
Sentier d'éaccès au cimetière sur une butte.
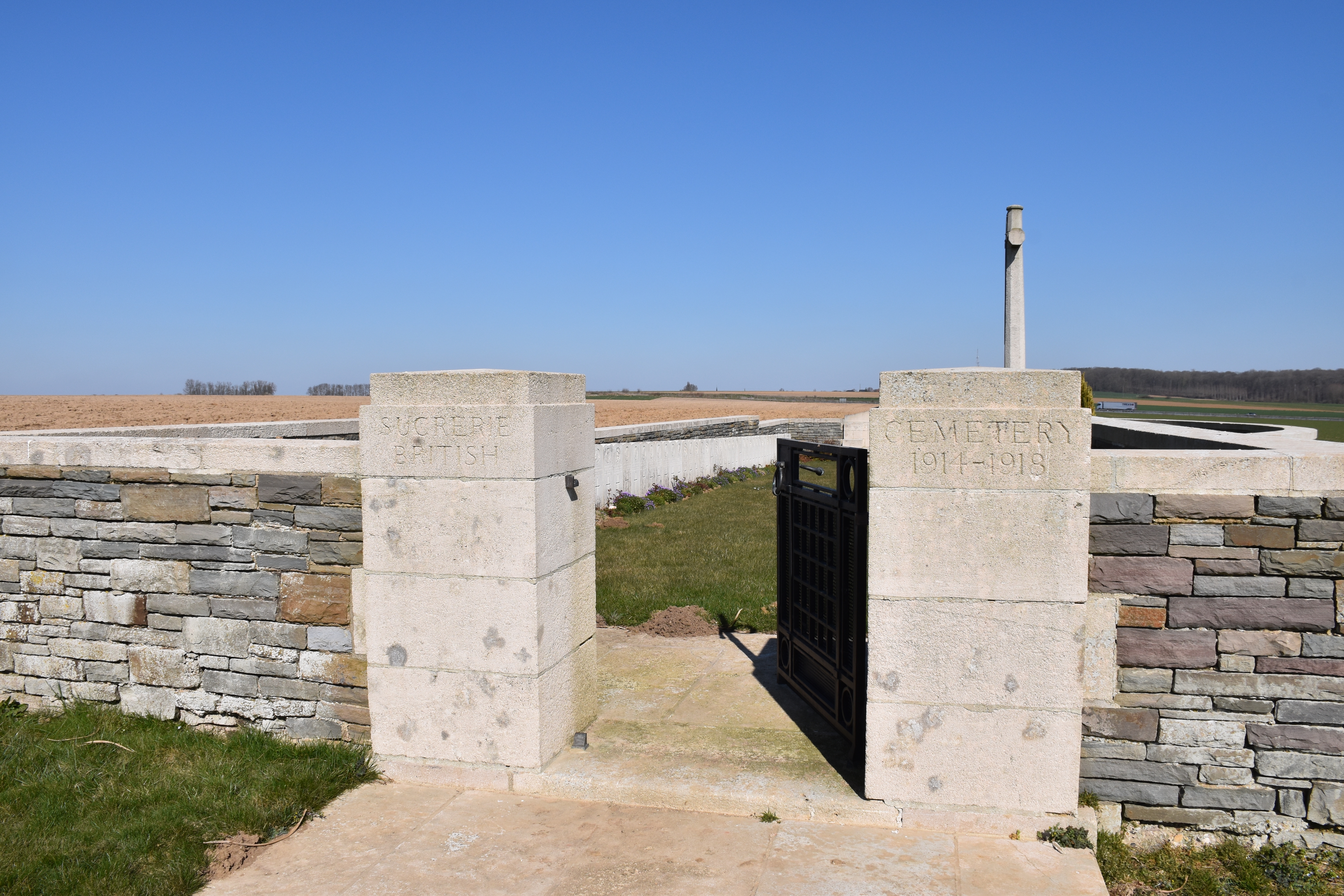
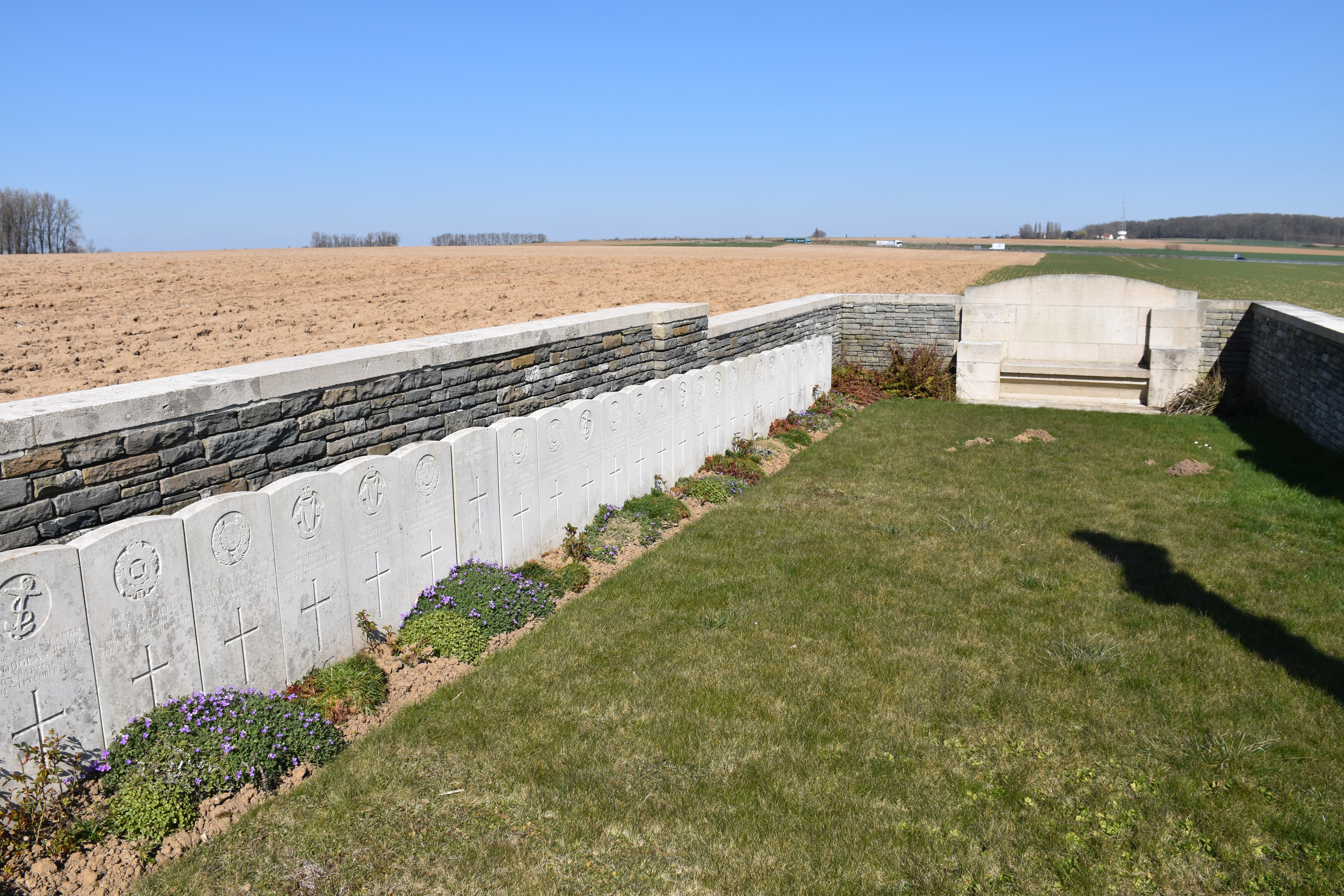
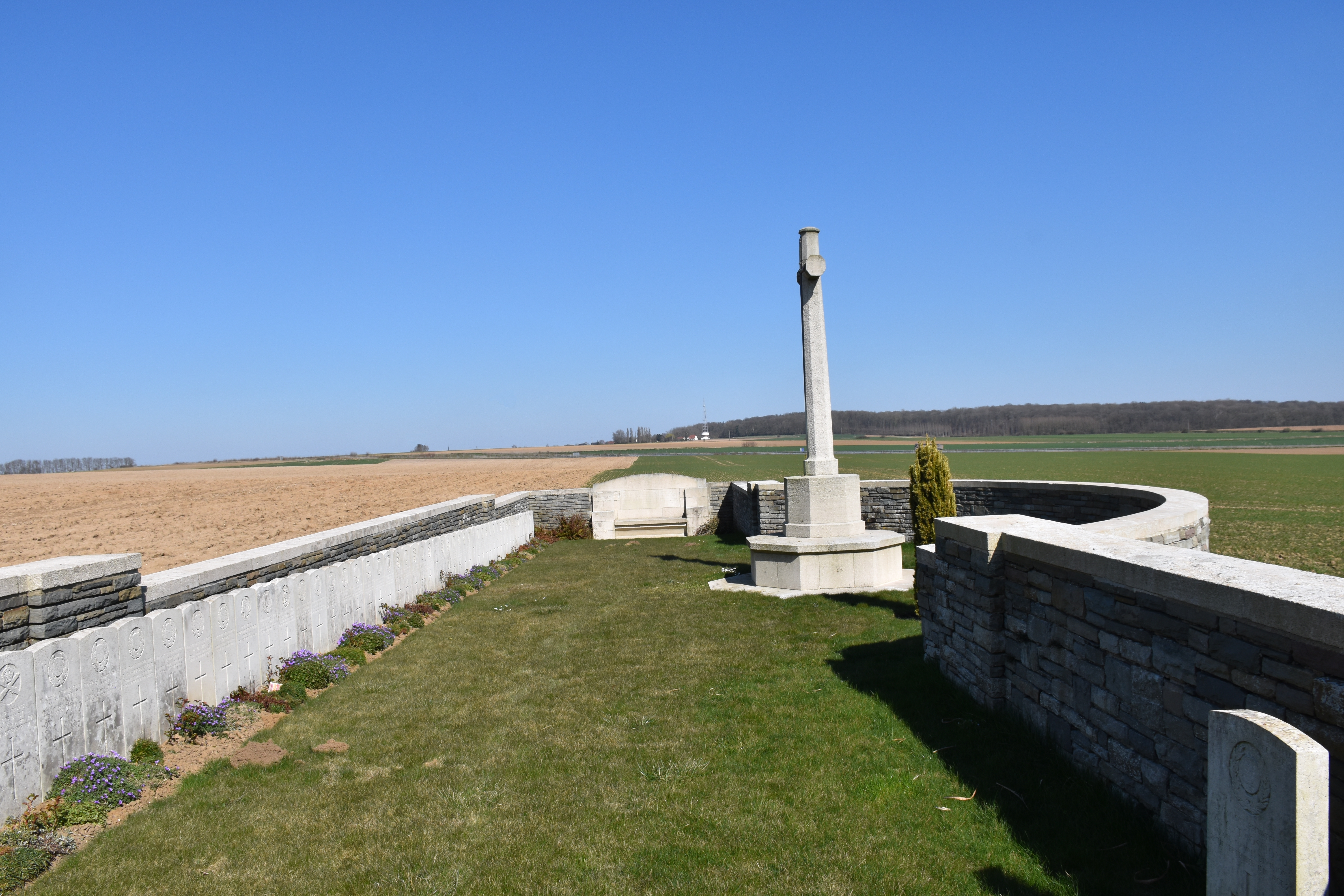
Les 57 tombes sont aligné sur une seule rangée.
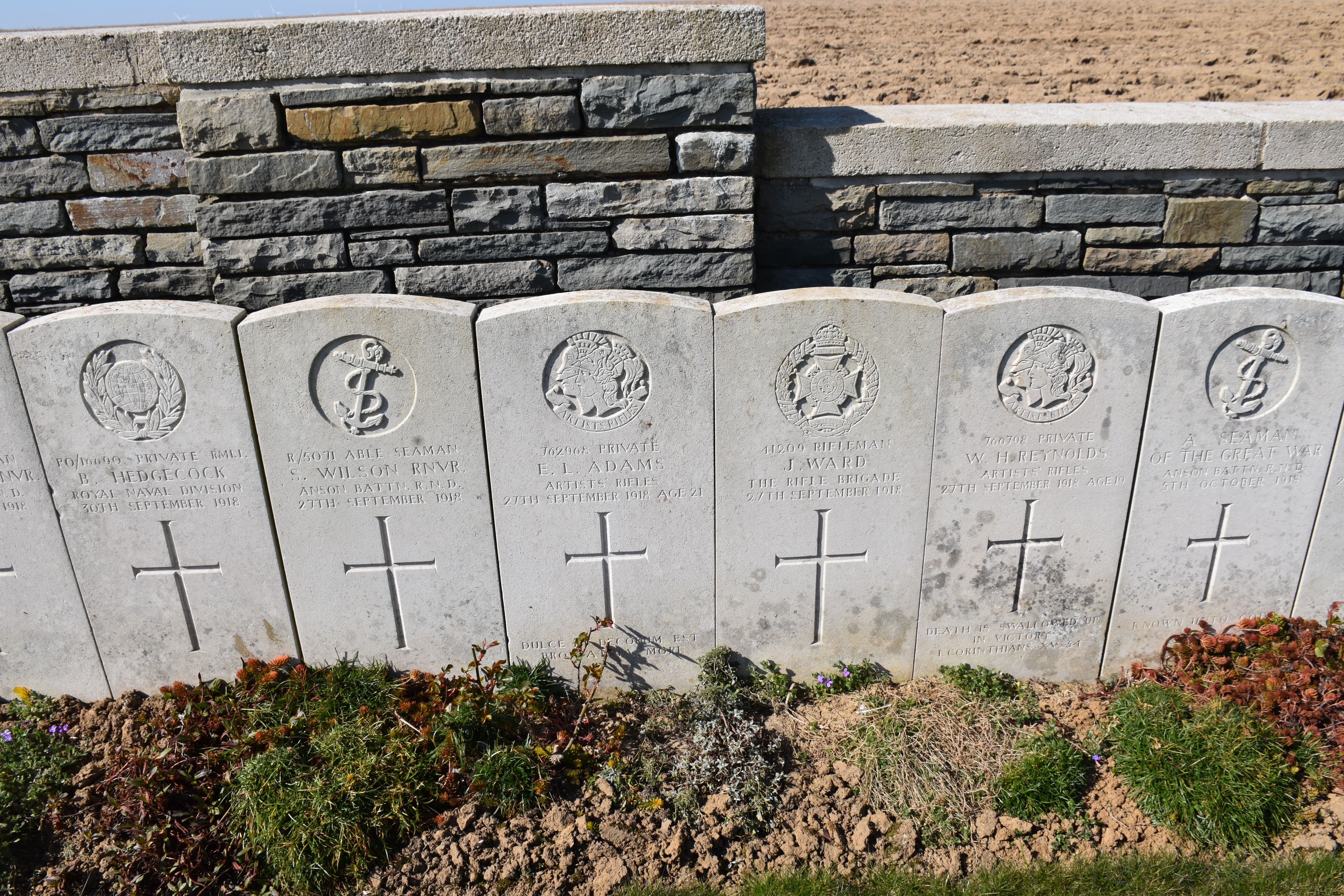
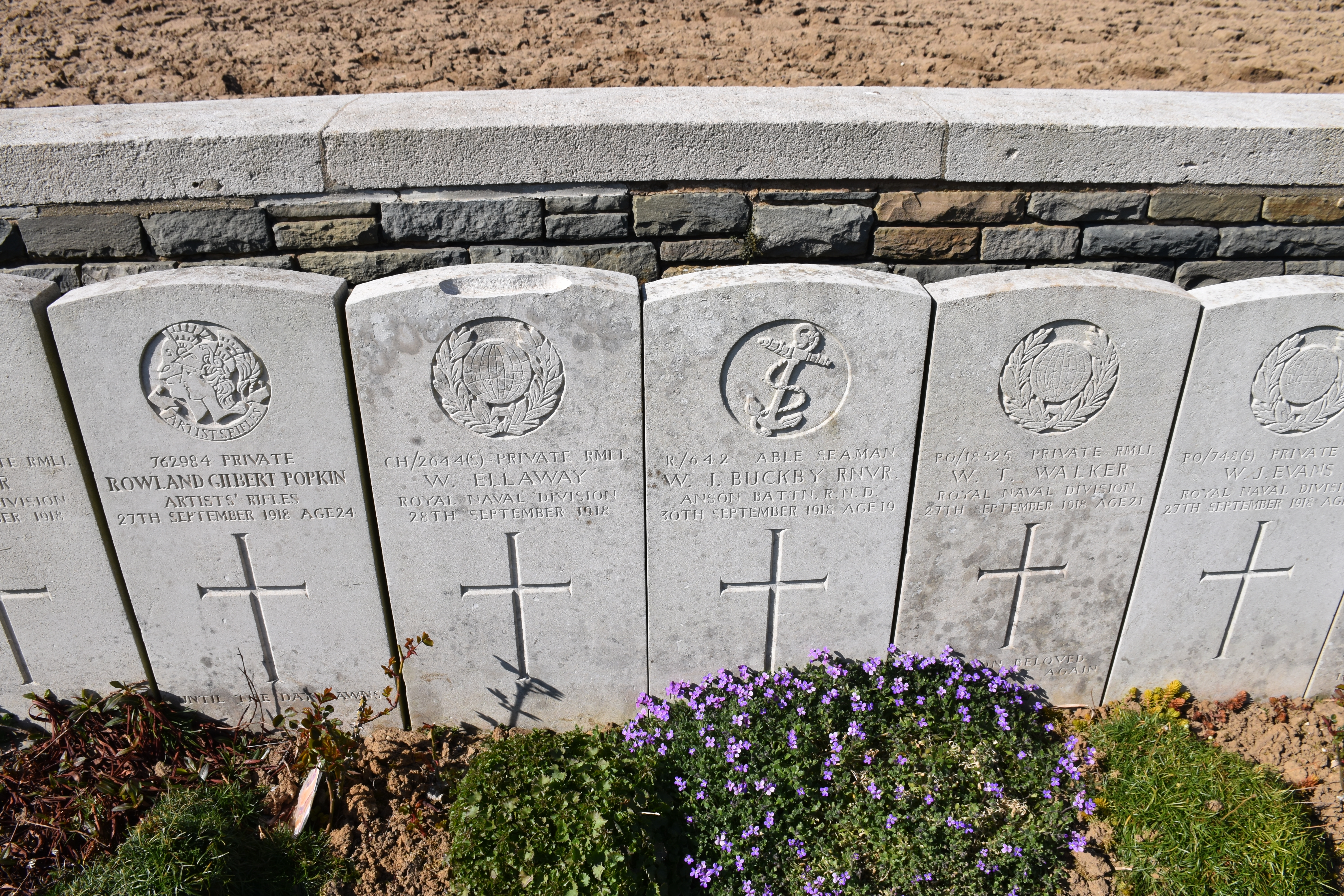

## Pour approfondir